# Three Anchor Bay
Three Anchor Bay (Drieankerbaai in afrikaans) è un sobborgo della città sudafricana di Città del Capo nella provincia del Capo Occidentale.
Il nome, apparso per la prima volta nel 1661, fa probabilmente riferimento alla presenza di ancore volte ad assicurare un sistema di catene tese lungo la baia a scopo difensivo. In Sudafrica la forma Drieankerbaai è preferita in ambiti ufficiali.